# Heodes subfasciata
Heodes subfasciata är en fjärilsart som beskrevs av Schultz 1905. Heodes subfasciata ingår i släktet Heodes och familjen juvelvingar. Inga underarter finns listade i Catalogue of Life.